# Восстание чешских сословий
Восстание чешских сословий (чеш. České stavovské povstání) — антигабсбургское восстание в Чехии в 1618—1620 годах, вызванное обострившимися религиозно-политическими противоречиями между чешскими сословиями (панским, рыцарским и мещанским), с одной стороны, и королями из династии Габсбургов, с другой. Восстание закончилось поражением антигабсбургских сил в битве на Белой Горе, в результате которого власть Габсбургов над Чехией была восстановлена. Восстание чешских сословий стало началом более масштабного конфликта — Тридцатилетней войны.

## Предыстория и причины восстания
Сословно-представительная монархия в Чешском королевстве окончательно сложилась в XV веке в период ослабления королевской власти при династии Ягеллонов. Политическим влиянием обладали панское, рыцарское и городское сословия (в Моравии ещё и духовное), которые принимали участие в осуществлении законодательной, исполнительной и судебной власти. Главным сословно-представительным органом был Генеральный сейм, одновременно с которым в каждой из земель Чешской короны действовали собственные представительные органы — земские сеймы. С середины XVI века главенствующую роль в политической жизни Чешского королевства заняло панское сословие. В религиозной сфере благодаря Базельским компактатам 1436 года, закрепившим в королевстве двоеверие, большинство населения и правящего сословия земель Чешской короны придерживалось утраквизма, а католицизм пришёл в глубокий упадок.
Перенос Рудольфом II столицы своей монархии из Вены в Прагу в 1583 году существенно усилил политические позиции чешского панства по отношению к австрийским магнатам, но при этом королевское правительство начало всестороннее поддерживать католическую знать и вытеснять утраквистов с высших государственных должностей. При пражском дворе окончательно сформировалась и укрепилась так называемая «испанская партия», состоящая из представителей католического чешского панства. 

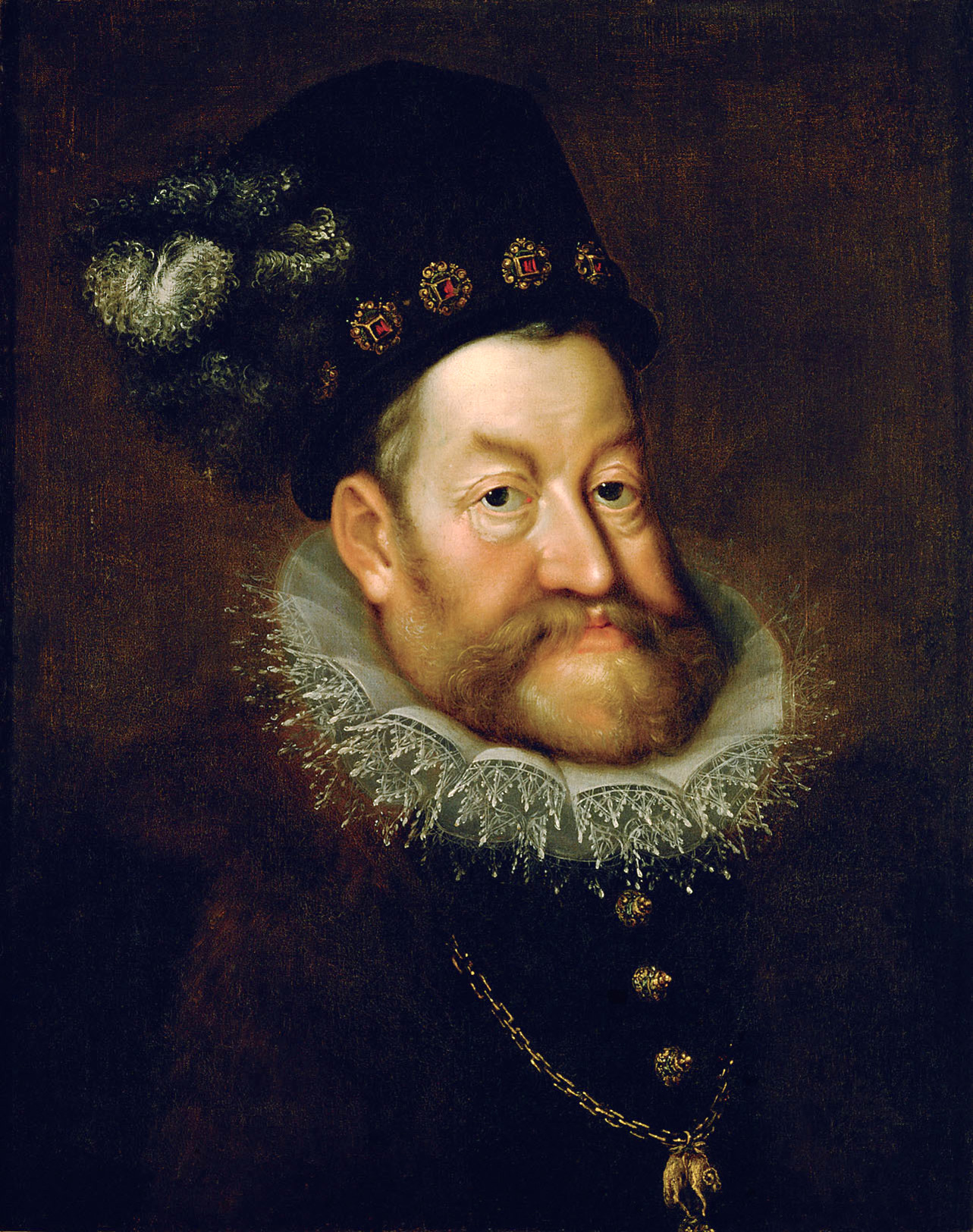
Король Чехии Рудольф II Габсбург (1576—1611). Портрет работы Ханса фон Аахена

Политика Рудольфа ещё больше осложнила без того непростую религиозную ситуацию в королевстве. В 1602 году был возобновлён запрет деятельности религиозной общины «чешских братьев», установленный в 1508 году (т. н. «Владиславский мандат»), начались преследования членов общины. Активную роль в начавшейся рекатолизации приняли представители «испанской партии». Вскоре очередь дошла и до лютеран, причём рекатолизация стала набирать силу не только в Чехии, но и в других землях Чешской короны. В 1603 году моравский земский гетман Ладислав Берка из Дубы начал открыто изгонять протестантских священников из их приходов и заменять их католическими клириками. Центром рекатолизации в Моравии стала епархия Оломоуца во главе с кардиналом Франтишеком Дитрихштейном, воспитанником иезуитов, ставшим епископом в 1599 году по настоянию папы Климента VIII. Усилиями епископа Франтишека многие представители моравской знати перешли из утраквизма в католицизм (среди них гетман Ладислав Берка и будущие королевские наместники Вилем Славата и Ярослав Боржита из Мартиниц).
Постепенно в землях Чешской короны религиозный вопрос всё больше стал принимать политическую окраску, а сословная оппозиция королевской власти Габсбургов — приобретать религиозный оттенок. Главными антагонистами нарождавшегося абсолютизма в Чешском королевстве стали именно протестантские сословия. В ответ на это Рудольф II на рубеже веков начал осуществлять разработанный папским нунцием Филиппо Спинелли план вытеснения протестантов с должностей на всех уровнях власти и замены их католиками. Результатом этой политики, в частности, стало то, что должность высочайшего канцлера королевства занял лидер католической партии Зденек Войтех Попел из Лобковиц, а в правительство вошли католики Вилем Славата и Ярослав из Мартиниц. В Моравии эту политику проводили епископ Франтишек Дитрихштейн и земский гетман Ладислав Берка. Более половины протестантских школ и храмов Моравии было закрыто, а магистраты городов очищены от протестантов (к 1603 году от некатоликов был очищен магистрат города Брно). В это же время крупнейшими землевладельцами Моравии стали сторонники «испанской партии», а епископ Франтишек, помимо религиозного, приобрёл определяющее политическое влияние на управление делами Моравского маркграфства.
Активная рекатолизация земель Чешской короны очень скоро привела к консолидации протестантских сословий, которую возглавили политики нового поколения, вовремя понявшие жизненную необходимость преодоления противоречий внутри оппозиционного лагеря. Одним из лидеров протестантской оппозиции стал Карел Старший из Жеротина, Росицкий замок которого с начала XVII века являлся центром объединения противников политики короля. Объединению оппозиционных сил содействовала и налоговая политика Рудольфа II, существенно ухудшившаяся в период Пятнадцатилетней войны (1593—1606). Основная тяжесть финансирования войны, происходившей на территории Венгрии, как ни странно, легла на чешские сословия. Постоянно растущее налоговое бремя дало ещё один повод для противоречий между королём и чешскими сословиями, в среде которых всё больше росло желание заменить Рудольфа II другим королём.

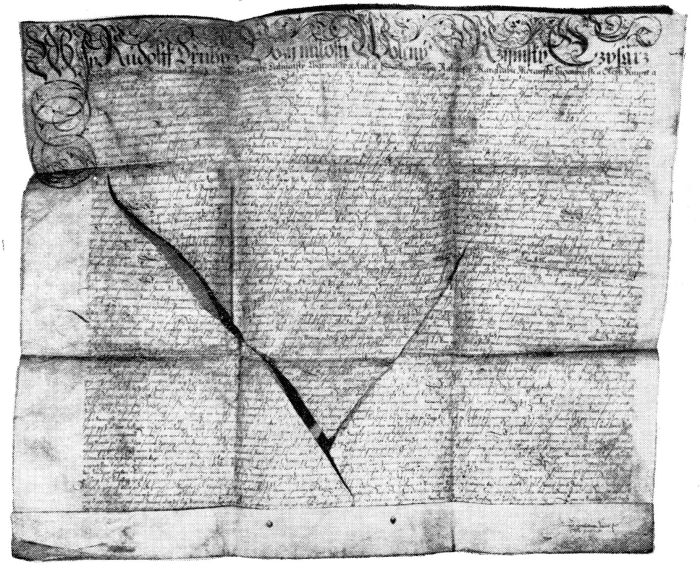
Сохранившийся экземпляр «Маестата Рудольфа» 1609 года, которым была установлена свобода некатолического вероисповедания в Чешском королевстве. Национальный архив Чехии

24 мая 1608 года на Генеральном сейме чешские сословия предъявили королю список своих требований, известный как «Двадцать пять пунктов», автором которого стал один из лидеров оппозиции Вацлав Будовец из Будова. Требования сословий условно можно разделить на политические и религиозные. Первые были направлены на увеличении роли некатоликов в управлении делами королевства (равноправие католиков и некатоликов при занятии государственных должностей) и на расширении политических прав сословий. Религиозные требования, в целом, сводились к гарантиям свободы вероисповедания. Рудольф согласился удовлетворить политические требования, а рассмотрение религиозных «отложил» до следующего земского сейма.
Нежелание Рудольфа решить вопрос о свободе веры неизбежно привело к новому конфликту. 1 мая 1609 года чешские сословия вопреки воле короля собрались вместе и после очередного отказа Рудольфа выполнить их требования сформировали собственное правительство и в союзе с сословиями Силезии начали собирать войска. Кроме того, сословия обратились к брату короля, эрцгерцогу Матиасу (Матиашу), который незадолго до этого силой принудил Рудольфа уступить ему Венгрию и Моравию. Оказавшись в критическом положении, Рудольф II 9 июля 1609 года издал составленную земским сеймом «Грамоту Величества» (нем. Majestätsbrief) или «Маестат Рудольфа» (чеш. Rudolfův majestát), гарантировавший всем трём чешским сословиям (панам, рыцарям и горожанам) соблюдение «Чешской конфессии» 1575 года, провозглашавшей свободу вероисповедания. Специальное дополнение к маестату, получившее название «Примирение», гарантировало «чешским братьям» право свободно исповедовать свою веру. Фактически, однако, политическая ситуация в королевстве изменилась мало: в земском правительстве ведущие позиции сохранились у католиков (высочайший канцлер Зденек Попел из Лобковиц, Вилем Славата, Ярослав из Мартиниц и др.), протестантам же достались лишь низшие государственные должности.
Стремясь вернуть полное политическое господство католиков в Чехии, король Рудольф в 1611 году решил усмирить протестантские сословия силой. В январе по приказу короля в Чехию вступили войска эрцгерцога Леопольда Фердинанда, князя-епископа Пассау. Реакцией на это стала спонтанная волна кровавых погромов католических монастырей, прокатившаяся по Праге. Союзником чешских сословий вновь выступил брат короля Матиаш, ранее признанный наследником чешской короны. Совместными военными силами сословий и эрцгерцога Матиаша к марту 1611 года удалось вытеснить Леопольда Фердинанда из Чехии и принудить Рудольфа к капитуляции. В мае того же года Рудольф II отрёкся от чешского престола в пользу Матиаша.
Период правления короля Матиаша II Габсбурга прошёл в стремлении вернуть властные позиции короля и религиозное превосходство католической партии, утраченные при Рудольфе II, что постепенно привело к радикализации оппозиционно настроенной части чешских сословий, а это, в свою очередь, влияло на работу земских сеймов и характер принимаемых ими решений. В 1614 году чешские сословия, собравшиеся на земский сейм в Будеёвице, приняли радикальную оппозиционную программу из четырёх статей, в которую вошли требования о создании конфедерации с австрийскими и венгерскими сословиями, о предоставлении землям Чешской короны созывать крайские сеймы без предварительного разрешения короля и другие политические требования. Матиаш пообещал созвать для рассмотрения требований сословий Генеральный сейм земель Чешской короны, взамен на что сословия вотировали предложенные королём налоги на текущий год. Собравшийся 15 июля 1615 года в Праге Генеральный сейм, однако, стал крупным политическим успехом сторонников короля. Будеёвицкие статьи формально были рассмотрены, но усилиями прогабсбургской партии из них было исключено всё их оппозиционное содержание. Кроме того, сейм вновь одобрил несколько важных для Матиаша финансовых предложений: сбор бренды (чрезвычайного налога) на пять лет вперед и уплату части королевских долгов. Причиной провала оппозиции на сейме 1614 года, очевидно, явились серьёзные разногласия в её среде.
Всё это привело к радикализации антигабсбургских настроений в протестантской среде чешских сословий, где на ведущие позиции выдвинулись лютеране Йиндржих Матиаш Турн, бывший бургграфом Карлштейна, и Леонгард Колонна фон Фельс.
Накануне восстания в среде оппозиционной королю части сословий оформились следующие требования к королевской власти:
1. Законодательное закрепление «Чешской конфессии» 1575 года и свободы евангелического вероисповедания;
2. Ликвидация монополии католиков на замещение высших государственных должностей;
3. Ограничение компетенции некоторых государственных органов, проводивших в начале XVII века активную антипротестантскую политику (в первую очередь Чешской придворной канцелярии и Королевской коморы)[12].

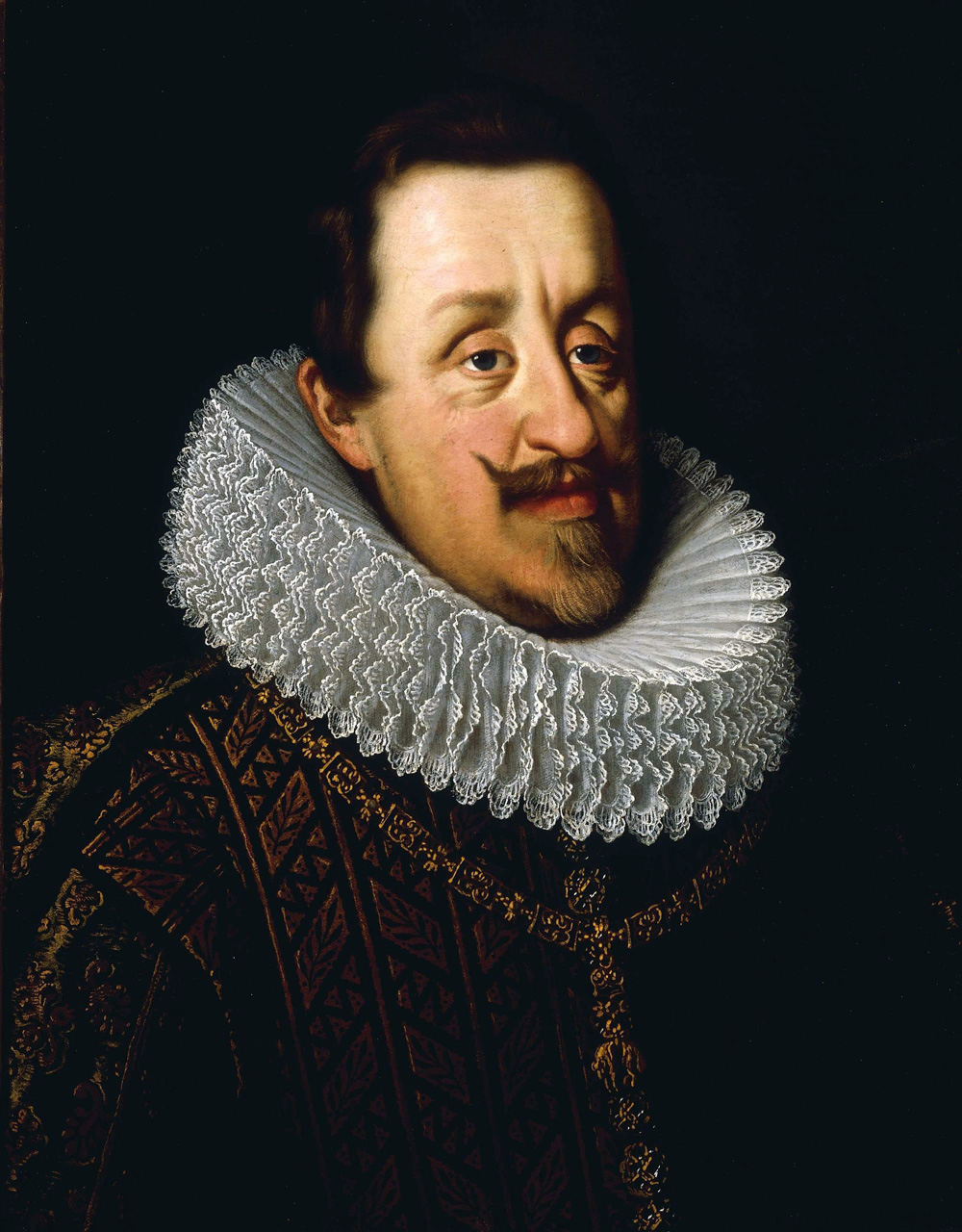
Король Чехии Фердинанд II Габсбург (1617—1619, 1620—1637) — ярый католик и последовательный проводник контрреформации

## Свержение Габсбургов
Поскольку у короля Матиаша II Габсбурга не было детей, он решил сделать своим наследником эрцгерцога Фердинанда Штирийского, приходившегося ему кузеном. Фердинанд был воспитанником иезуитов и верным католиком, не скрывавшим своих намерений относительно существования свободы вероисповедания вообще и распространения протестантских учений в Чехии в частности. Как и следовало ожидать, выбор короля Матиаша вызвал бурное негодование оппозиции.
Несмотря на широкое недовольство в среде чешских сословий политикой католической династии, шанс предотвратить воцарение Фердинанда Штирийского на престоле Чехии, представившийся оппозиции на земском сейме 6—9 июня 1617 года, использован не был. Пропозиция короля Матиаша II об избрании Фердинанда новым чешским королём была всё же принята сеймом, а затем прошла и его коронация. Причиной поражения протестантской оппозиции стало отсутствие единства среди её предводителей и полная их неготовность к рассмотрению вопроса о наследнике на данном сейме. Сторонники Габсбургов, напротив, подошли к подготовке продвижения своего кандидата на сейме со всей серьёзностью. Особая роль в подготовке победы габсбургской партии над оппозицией принадлежала высочайшему канцлеру Зденеку Попелу из Лобковиц и подчинявшейся ему Чешской придворной канцелярии.